# Mesoleptus incompletus
Mesoleptus incompletus là một loài tò vò trong họ Ichneumonidae.